# Cité Sic
Cité Sic est un quartier de la commune d'arrondissement de Douala V, subdivision de la Communauté urbaine de Douala, Capitale économique du Cameroun.

## Historique
Cité Sic, quartier installé à proximité de la gare de Bessengue, est constitué d'un îlot de modernité (au sens architectural du terme, les plans reprenant les préceptes du mouvement architectural défendu par le mouvement moderne) au milieu d’un espace marécageux. Cette zone située à la périphérie de la ville est urbanisée et entourée par les zones de Deido, Bassa, Maképé et de Bepanda comportant de nombreux logements précaires. De ce fait, au fur et à mesure de l’évolution urbaine, les habitants ont commencé à s’approprier la Cité Sic qui s’est densifiée autour des terrains bassas autochtones dont l’habitat spontané des allogènes a conquis des secteurs parfois marécageux comme Jourdain et Ndoghem » (Mainet, 1986).

## Éducation
- Ces de la Sité Sic
- École Publique Cité Sic
- CIS-Formatio,

## Lieux de culte
- Paroisse Christ Roi de la Cité Sic
- ECC de la Cité Sic

## Lieux populaires
- Marché de la Cité Sic[2]
- Piscine olympique de la Cité Sic
- Stade Marrion

## Santé
- Hôpital protestant ECC de la Cité Sic
- Hôpital catholique de la Cité Sic